# Huta Krempska
Huta Krempska – przysiółek wsi Krempna w Polsce, położony w województwie podkarpackim, w powiecie jasielskim, w gminie Krempna.
W latach 1975–1998 przysiółek administracyjnie należał do województwa krośnieńskiego.
Przysiółek należy do rzymskokatolickiej parafii św. Maksymiliana Kolbe w Krempnej.
Nazwa przysiółka pochodzi od istniejącej tu w XVIII wieku huty szkła.